# Johann Erich Gottschalch
Johann(es) Erich Gottschalch, Pseudonym: Dr. Erich Eichen, (* 11. Januar 1884 in Dresden; † 4. Juni 1961 in Radebeul) war ein deutscher Privatgelehrter, Herausgeber und Autor.

## Leben
Er war der Sohn des Hofmeubleurs Andreas Woldemar Gottschalch. Nach dem Besuch der Realschule studierte er an der Universität Leipzig und ging dann an die Universität München. Von 1900 bis 1903 arbeitete Gottschalch in der Verwaltung des Ritterguts Püchau und anschließend auf dem Rittergut Ölsnitz bei Großenhain. Anschließend setzte er bis 1906 sein Universitätsstudium in Leipzig und München fort. Nach einem Aufenthalt in Florenz war er ab 1909 als Redakteur und ab 1910 als Herausgeber in Dresden tätig. Zu seinen Arbeiten zählen die regelmäßig erscheinenden Dresdner Kalender, Jahrbuch über das künstlerische, geistige und wirtschaftliche Leben in Dresden, sowie die Bände Dresdner Jahrbuch und Chronik, die er im eigenen Verlag herausgab. Er hatte sich auf Stadtgeschichte und Literatur spezialisiert. Sein Büro befand sich im Haus Moltkeplatz 1 in Dresden.
Gottschalch bewohnte 1927 „im Wald bei Radebeul-Lindenau“ (genauer in Kötzschenbroda-Oberort) ein ohne Baugenehmigung errichtetes Gebäude (heute Buchholzweg 64) und bewegte auch seinen Freund Martin Hellberg dazu, es ihm gleichzutun. Er nannte es: „Wir gründen eine Künstlerkolonie!“
1936 gab er zusätzlich im Verlag Groß-Dresden das Heft Nr. 1/2 der Reihe Freital und seine schöne Umgebung. Im Banne des Windberges. Zeitschrift für Wirtschaft, Verkehr, Kunst und Kultur (Deutscher Städteführer) heraus, die jedoch nicht fortgesetzt wurde.
Ab 1940 wohnte Gottschalch mit seiner zweiten Frau Edith in dem zu DDR-Zeiten denkmalgeschützten Radebeuler Haus Meißner Straße 257, in dem sich vormals bis 1903 Kriegers höhere Lehr- und Erziehungsanstalt für Töchter und danach im Erdgeschoss eine öffentliche Bibliothek und Lesehalle befunden hatte.

## Werke
- Kriegsdichtung. 1914.
- Der tanzende Sarg. 1923.
- Italienische Kunstbriefe.
- Freital und seine schöne Umgebung. Im Banne des Windberges. 1936.